# Barbara Reńska
Barbara Reńska wł. Eugenia Józefina Stefania Reńska zamężna Zagórska (ur. 19 sierpnia 1909 w Ostrowcu Świętokrzyskim, zm. 14 czerwca 1975 w Londynie) – polska aktorka i reżyserka teatralna, pedagog teatralny, uczestniczka powstania warszawskiego.

## Życiorys
Ukończyła Średnią Szkołę Żeńską Walerii Makarewicz w Ostrowcu Świętokrzyskim oraz filologię klasyczną na Uniwersytecie Warszawskim. Po studiach zaczęła pracować jako nauczycielka, jednocześnie studiując w Państwowym Instytucie Sztuki Teatralnej w Warszawie, którego absolwentką została w 1935 roku. Jako aktorka debiutowała w tym samym roku na scenie Teatru Narodowego w Warszawie. Następnie występowała w Teatrze Wołyńskim im. Juliusza Słowackiego w Łucku (1935-1937) oraz w Teatrach Miejskich w Łodzi (1937-1939).
Podczas II wojny światowej zaangażowała się w działalność konspiracyjną. Współpracowała z Tajną Radą Teatralną oraz była członkinią kierowanej przez męża - Wacława Zagórskiego - Organizacji Socjalistyczno-Niepodległościowa „Wolność”, gdzie kierowała zespołem łączniczek. Oboje prowadzili tajną drukarnię oraz zaangażowali się w akcję pomocy Żydom, m.in. ukrywając uciekinierów z getta oraz wytwarzając fałszywe dokumenty. Za tą działalność otrzymali w 1973 roku tytuł Sprawiedliwych wśród Narodów Świata. Była członkinią Armii Krajowej w stopniu kaprala (ps. Sława, Basia). Podczas powstania warszawskiego służyła w sztabie II Batalionu „Lecha Grzybowskiego” Zgrupowania „Chrobry II”.
Po upadku powstania trafiła do niewoli niemieckiej (nr jeniecki 106479), a po wyzwoleniu należała do zespołu Teatru Dramatycznego 2 Korpusu. Zamieszkała w Londynie, gdzie występowała i reżyserowała w Teatrze Polskim ZASP. W latach 1961-1975 prowadziła Laboratorium Teatralne Młodych, w którym szkoliła młodych adeptów aktorstwa.
Za udział w powstaniu została odznaczona Złotym Krzyżem Zasługi, Krzyżem Armii Krajowej oraz Medalem Wojska.